# Mjed
Mjed (ili mesing; tombak) je slitina bakra i cinka, iako može sadržavati i manje količine drugih metala (Sn, Fe, Mn, Ni, Al i Si).

Mesinzi su otporni na koroziju, te su tvrđi od bakra i cinka; mekši su od bronce, zbog čega se od nje lakše obrađuju - bolje izvlače, valjaju i savijaju; tj. mogu se dobro tokariti, lijevati i polirati. Ta povoljna svojstva mjedi posljedica su njezine kristalne strukture te fine i kompaktne mikrostrukture. Različite vrste mjedi čine značajnu skupinu slitina zbog svojih dobrih mehaničkih svojstava, lake obradivosti i lijepe boje.
Prije su se masovno proizvodile za potrebe vojne industrije u proizvodnji streljiva – ponajviše za izradu čahura raznih kalibara; u današnje vrijeme se najviše rabe za izradu; raznih vodovodnih potrepština (npr. slavina), glazbenih instrumenata (žice ponajviše), u građevinarstvu (limovi, cijevi i šipke), u strojogradnji (za izradbu različitih dijelova strojeva - kućišta, poluge, ležišta i sl.), brodskih vijaka i matica, za izradbu armatura (pipci, držači, kvake na prozorima i vratima., zasuni i itd.), u obrtima za izradbu ukrasnih predmeta (bižuterije), itd.
Dobro je znati da na mjedenim kvakama nema bakterija, jer na mjedi ne mogu živjeti patogeni organizmi.
U Hrvatskoj se male količine mjedi proizvode u nekoliko specijaliziranih ljevaonica u Samoboru, Splitu i Rijeci.

## Povijest uporabe
Iako su neki oblici mjedi u uporabi već od pretpovijesnih vremena, njena je prava priroda shvaćena tek u postsrednjovjekovno doba, jer sve do tada cinkove pare koje su pri proizvodnji reagirale s bakrom nisu smatrane za metal. U Bibliji se višekratno spominje mjed. Može se pretpostavljati da su najranije vrste dobivene metalurškom preradom bakrenih ruda bogatih cinkom. Rimljani su mjed proizvodili procesom cementacije i ovaj je proces svoju važnost zadržao do sredine 19. stoljeća.

Od 16. stoljeća ovaj je proces zamijenjen direktnim stapanjem bakra i cinka.

### Rane slitine bakra i cinka
U zapadnoj Aziji i istočnom Mediteranu rani su primjeri uporabe slitina bakra i cinka malobrojni i dokazani su kod razmjerno manjeg broja nalazišta iz trećeg tisućljeća prije Krista u egejskom području, Iraku, na području današnjih Ujedinjenih arapskih emirata, kalmičkom području, Turkmenistanu, te Gruziji, kao i kod nalazišta iz drugog tisućljeća prije Krista na području zapadne Indije, Uzbekistana, Irana, Sirije, Iraka i Izraela. Izoliranih primjera uporabe ovih slitina u Kini imamo već u petom tisućljeću prije Krista.

## Vrste mjedi
Najpoznatija je mjed ovoga sastava: bakar 90%, cink 9,9%, željezo 0,05%, olovo 0,05%; 94% Cu, 5% Zn, maks 0,03% Pb, maks 0,05% Fe.
Najpoznatija obojane mjedi variraju ovim sastavom >65% Cu, <35% Zn, maks 0,15% Pb, te maks 0,05% Fe.

Mjed ako sadrži više od 45% cinka, postaje srebrnobijela, krhka i ne pokazuje više svojstva karakteristična mjedi.
Crvene su, žute ili bijele boje, što ovisi o masenom udjelu (%-tku) cinka.

Legure u bojama se upotrebljavaju za izradu nakita, ukrasa, elastičnih cijevi, košuljica zrna za municiju, itd.
- "Žuta mjed" je legura 65-70% Cu i 35-25% Zn. Najveću otpornost i žilavost ima kada sadrži 30% cinka, te je poput zlata žute boje. Svakako mjed s od 20 do 38% cinka prevladava sa žutom bojom.
- „Zlatna mjed“ je najpoznatija zlatnožuta mjed sadržaja od 15% cinka, sastava: 85% Cu, 15% Zn, maks 0,06% Pb, maks 0,05% Fe. Najmekša je vrsta mjedi, a može biti i sastava 95% bakra i 5% cinka, za košuljice bojnih naboja.
- "Nordijsko zlato", koristi se za europske kovanice od 10, 20 i 50 centi, 89% bakra, 5% aluminija, 5% cinka, i 1% kositra.
- „Crvena mjed“ je mjed s 10% cinka i ima crvenozlatnu boju bronce. Sastava je: 90% Cu, 10% Zn, maks 0,05% Pb, maks 0,05% Fe.
- Svijetlocrvena mjed ima ovaj sastav: 80% Cu, 20% Zn, maks 0.05% Pb, maks 0,05% Fe.
- Bijela mjed sadrži više od 50% cinka i suviše je krta za opću uporabu
- „Alfa-mjed“, je mjed koja sadrži manje od 36% cinka. Lako se obrađuje u hladnom stanju. Kovka je slitina, za hladnu obradu, koristi se za prešane i kovane dijelove.
- "(alfa+beta)-mjed" ili tzv. „Muntzov metal“ ili duplex mjed, s udjelom cinka između 35 i 45%, lako se obrađuje u toplom stanju i vrlo je otporna na koroziju, a najbolju kombinaciju svojstava pokazuje kada je udjel cinka 40%. Namijenjena je obradi u vrućem stanju.
- Beta mjedi, s 45–50% cinka, samo za vruću obradu, tvrda, jaka, za lijev.
- Mjedi za kovanje (60% Cu; 39% Zn; 0,30% Pb; 0,07% Fe) koriste se za izradu limova, traka, šipki i sličnih proizvoda.
- Mjedi za zavrtanje (58% Cu; 40% Zn; dodaci do 2%) koriste se za sitne dijelove instrumenata, zupčanike satova, graviranih skala, zakovica i sl.
- Mornarička mjed (Cu 60%; Zn 39%; Sn 1%) jeftina je, a koristi se u pomorskoj strojogradnji (brodogradnji) u obliku ploča, traka i šipki. Otpornost prema korozivnom djelovanju morske vode povećava joj se dodatkom od 1 do 1,5% kositra.
- Admiralitetska mjed sadrži oko 30 % cinka i 1 % kositra.Otporna na decinkfikaciju.
- Aichov metal tipično sadrži 60.66% bakra, 36.58% cinka, 1.02% kositra, i 1.74% željeza. Za pomorsku uporabu.Po boji slična zlatu[2]
- Princ metal ili Princ Rupertov metal  sadrži 75% bakra i 25% cinka. Zlatne boje.[3]
- Aluminijska mjed sadrži aluminij, stoga je otpornija na koroziju. Za pomorsku uporabu[4]
- Arsenova mjed sadrži i arsen te često i aluminij
- Mjed za naboje sadrži 30% cinka,dobro se obrađuje na hladno.Za naboje.
- Obična mjed, ili mjed za zakovice, sadrži 37% cinka
- DZR mjed je mjed otporna na decinkfikaciju,sadrži malo arsena
- Olovna mjed je alfa beta mjed,s dodatkom olova,odlična za strojnu obradu.
- Niklova mjed sadrži 70% bakra, 24.5% cinka i   5.5% nikla,za kovanice